# Cobi de Blécourt-Maas
Jacoba (Cobi) de Blécourt-Maas (Volendam, 20 januari 1944) is een Nederlandse voormalig politica. Ze is lid van de Volkspartij voor Vrijheid en Democratie (VVD).

## Levensloop
Na het de HBS studeerde ze biologie aan de Universiteit van Amsterdam. Ze begon haar carrière als kandidaat-assistent genetica aan de Universiteit van Amsterdam.
Nadat ze een periode werkzaam was als onderwijzeres, was ze van juli 1978 tot 1985 lid van de Provinciale Staten van Noord-Holland. Van 1982 tot 1984 was ze lid van de gemeenteraad van Edam-Volendam en van 1986 tot april 1990 was De Blécourt lid van de gemeenteraad van Winterswijk. Van 28 april 1987 tot 15 april 1991 functioneerde ze als lid van de Provinciale Staten van Gelderland en van 18 april 2000 tot 10 juni 2003 was ze lid van de Eerste Kamer der Staten-Generaal.
In de Eerste Kamer hield ze zich voornamelijk bezig met Europese samenwerking, cultuur en verkeer en waterstaat.

## Ridderorde
- Ridder in de Orde van Oranje-Nassau, 3 juni 2003

- Parlement.com: vg09llq1zazl